# استانداری همدان
استانداری همدان یک نهاد مرتبط سازمان امور اداری کشور و نمایندهٔ دولت جمهوری اسلامی ایران در استان همدان است که در شهر همدان واقع شده است.

## فرمانداری‌ها
- فرمانداری شهرستان همدان
- فرمانداری شهرستان ملایر
- فرمانداری شهرستان نهاوند
- فرمانداری شهرستان کبودراهنگ
- فرمانداری شهرستان بهار
- فرمانداری شهرستان رزن
- فرمانداری شهرستان تویسرکان
- فرمانداری شهرستان اسدآباد
- فرمانداری شهرستان فامنین
- فرمانداری شهرستان درگزین